# John Wilkes (impresor)

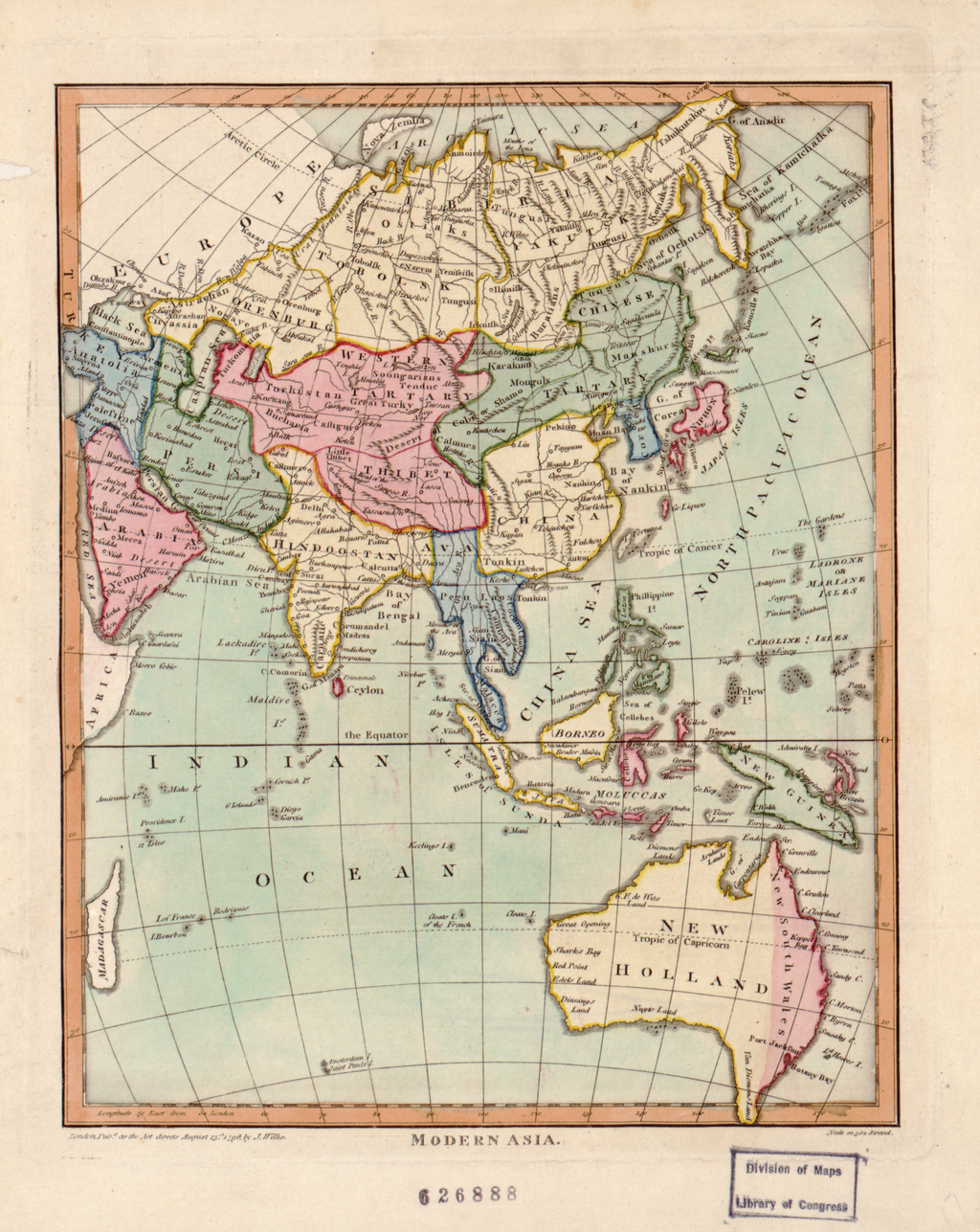
Carta Modern Asia, creado y publicado por John Wilkes y el grabador Samuel John Neele, 1796 CE

John Wilkes (1750-31 de marzo de 1810) fue un impresor, empresario de objetos de papelería y de libros inglés. 

## Biografía
Wilkes fue un "Hombre libre" de Winchester y propietario de Hampshire Chronicle. Con Peter Barfoot, ocuparon en Londres la British Directory Office, donde publicaron Universal British Directory desde 1790 a 1798, tras obtener una patente real. 
Él realizó "la compilación, dirección y arreglo" de la Encyclopaedia Londinensis; or, universal dictionary of arts, sciences, and literature ..., que se publicó entre 1801 a 1828 en 24 v. de los cuales tres volúmenes eran de planchas de cobre grabadas a buril. Algunos artículos extensos también fueron publicados por separado, viz. Horology (1811). Wilkes contrató al grabador John Pass, de Pentonville, quien trabajó en el v. 13.
Adquirió la finca "Milland House", su "residencia central" en Milland, Sussex Occidental. El la describiría, más tarde, como "una casa de campo remota, anticuada, de aspecto antiguo y de difícil acceso, dispuesta en un estilo que ahora se consideraría desactualizado. Contenía una cervecería, panadería, sala de servidores... En 1584, la casa la construyó Peter Bettesworth, siendo completamente destruído, por fuego el 6 de noviembre de 1901. El interior contenía una escalera muy fina en roble, de estilo jacobeo, y el salón equipado con boiserie de paneles de roble del mismo carácter y estilo."

## Otras lecturas
- John Wilkes (1810), Encyclopaedia Londinensis, London: J. Adlard, printer, OCLC 8363202.
- John Wilkes (of Milland House, Sussex.) (1819). Encyclopaedia Londinensis: or, Universal dictionary of arts, sciences, and literature, comprehending, under one general alphabetical arrangement, all the words and substance of every kind of dictionary extant in the English language ... embellished by a ... set of copper-plate ..., v. 16. Printed for the proprietor × J. Adlard. Consultado el 24 de abril de 2014.
- Compiled by John Wilkes (of Milland House, Sussex) (1829). Encyclopaedia Londinensis, Or, Universal Dictionary of Arts, Sciences, and Literature, v. 24. Consultado el 24 de abril de 2014.